# Matti Anttonen
Pour les articles homonymes, voir Anttonen.
Matti Kalervo Anttonen (né le 27 novembre 1957) est un diplomate finlandais et secrétaire d'État au ministère des Affaires étrangères de la Finlande,.

## Biographie
Matti Anttonen obtient une maîtrise en économie de l'École de commerce de Turku et une maîtrise en science politique de l'Université de Turku,.
En 1986, il entre au ministère des Affaires étrangères. 
De 1987 à 1991, il est assistant et secrétaire de l'ambassade de Finlande à Moscou (fi), puis pendant trois ans à la mission permanente à Genève auprès de l'Organisation des Nations unies. De 1994 à 1996, il est chargé des relations entre la Russie et l'Union européenne au ministère des Affaires étrangères.
En 1998, Matti Anttonen est nommé chef de l'unité Russie et en 2001 chef adjoint du Département de la Russie, de l'Europe de l'Est et de l'Asie centrale du ministère des Affaires étrangères. De 2002 à 2006, il est secrétaire d'État et chef de mission adjoint à l'ambassade de Finlande à Washington D.C., puis en tant que coordinateur de l'énergie à Helsinki de 2007 à 2008, jusqu'à ce qu'il soit nommé ambassadeur à Moscou,.
Le 1er mars 2018, il est nommé secrétaire d'État au ministère des Affaires étrangères.
Le 1er septembre 2022, il est nommé ambassadeur de Finlande à Paris. Il remet ses lettres de créance le 13 octobre suivant au président français Emmanuel Macron.